# Montagne de Grand Rochefort
La montagne de Grand Rochefort est une colline de France située en Isère, au sud de Grenoble.
Allongée dans le sens nord-sud, elle culmine à 409 mètres d'altitude soit 160 mètres au-dessus des plaines environnantes. Elle est entourée par le Drac au nord-est, le champ de captage de Rochefort au sud-est à l'extrémité septentrionale de la plaine de Reymure, le hameau de Grand Rochefort et au-delà la montagne de Petit Rochefort au sud et l'extrémité méridionale de l'agglomération grenobloise représentée par les villes de Claix et de Varces-Allières-et-Risset à l'ouest.
Avec la montagne de Petit Rochefort située au sud, la montagne de Grand Rochefort constitue le prolongement septentrional de la montagne d'Uriol, la base de ces reliefs étant noyée sous une importante accumulation de sédiments apportés par le Drac, la Romanche, la Gresse et le Lavanchon qui ont comblé le lac périglaciaire présent au cours des dernières glaciations,.

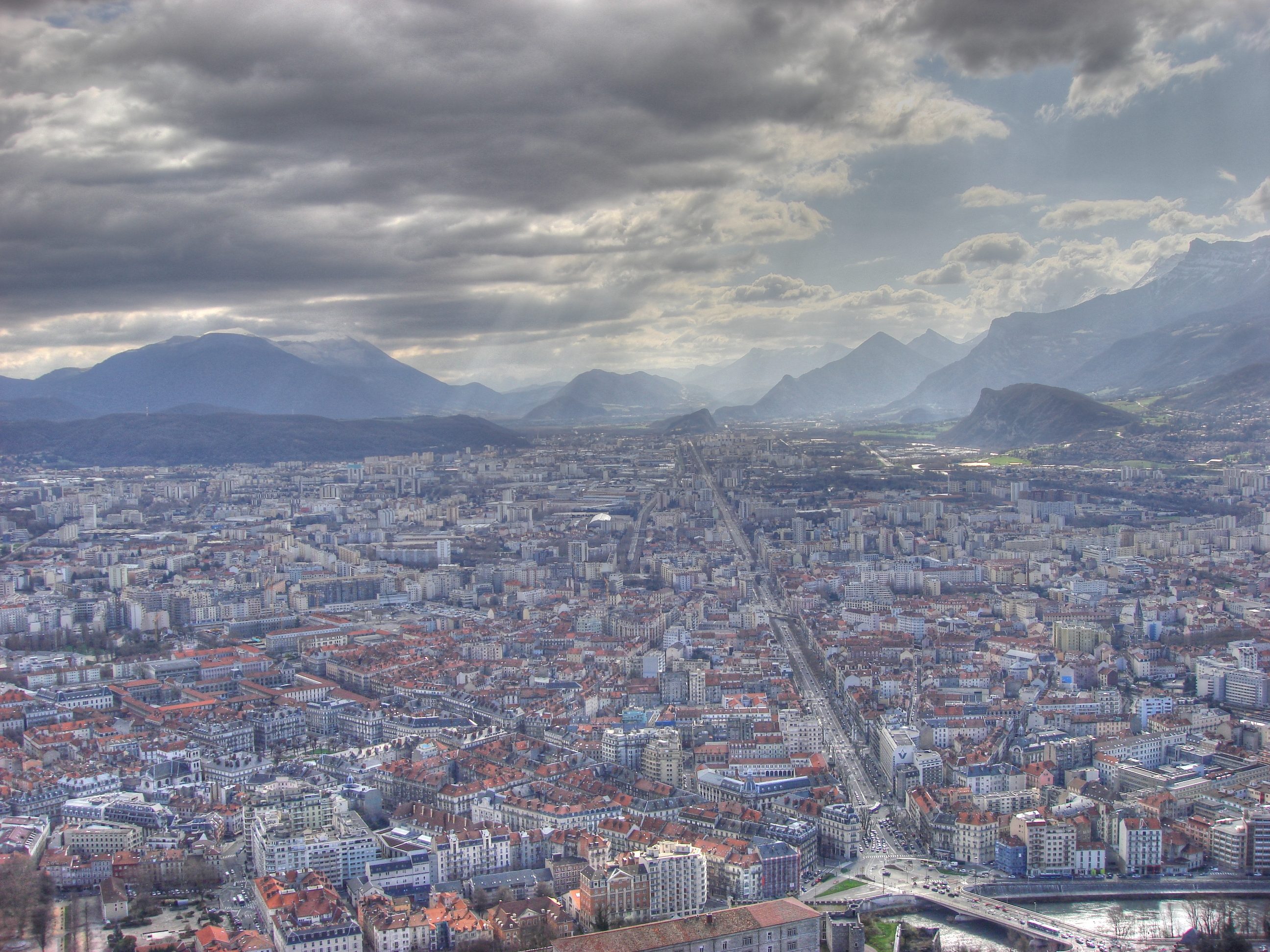
Vue depuis la Bastille en direction du sud et de la plaine de Reymure par-delà Grenoble : la moraine du plateau de Champagnier est visible sur la gauche et l'ancienne île de la montagne de Grand Rochefort du lac glaciaire du Grésivaudan au centre ; à droite le massif du Vercors et à gauche en arrière-plan celui du Taillefer.